# Kompenzátor objemu

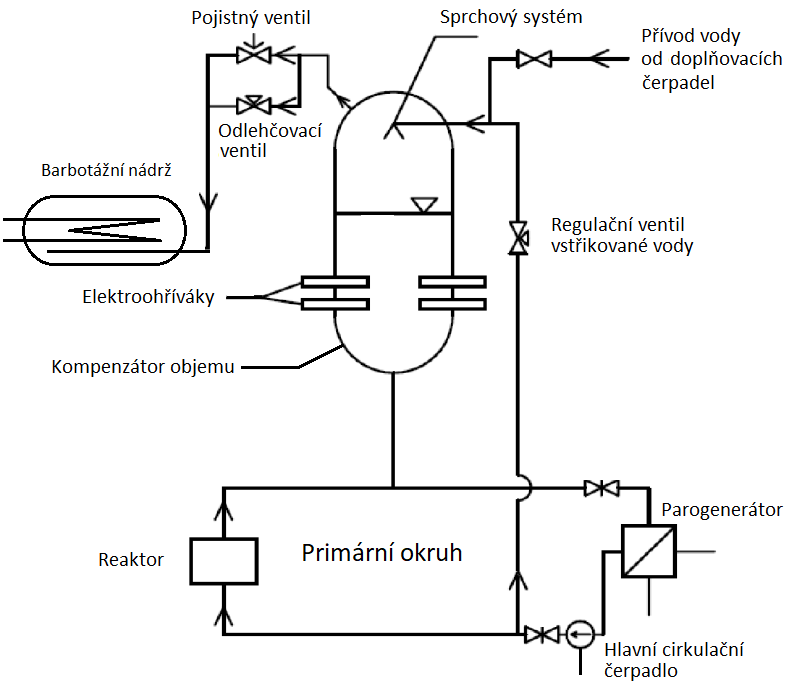
Schéma systému kompenzace objemu

Kompenzátor objemu je komponentou nacházející se v tlakovodních reaktorech, kde slouží k regulaci tlaku a objemu chladiva primárního okruhu. Tyto změny nastávají v případech změny teploty chladiva v okruhu. Kompenzátor je připojen neoddělitelně k horké větvi a je umístěn nad primární okruh. Částečně je zaplněn chladivem primárního okruhu, zbytek nádoby je vyplněn párou či plynem. Slouží též jako separátor vlhkosti a páry. Kompenzátory byly vyvinuty ve dvou typech. Jde o kompenzátor objemu s parním polštářem a kompenzátor objemu s plynovým polštářem.

## Kompenzátor objemu s plynovým polštářem
Kompenzátor objemu s plynným polštářem je starším typem používaných kompenzátorů. Konstrukčně je podobný kompenzátoru s parním polštářem, rozměrově je ale větší. Z části je zaplněn vodou z primárního okruhu, zbytek nádoby vyplňuje inertní plyn. Plynovým polštářem pro kompenzátor objemu je nejčastěji dusík. Z inertních plynů byl zvažován i argon, kvůli své vysoké ceně se od něj ale upustilo. S plynovým polštářem byly například postaveny čtyři kompenzátory objemu Novovoroněžské jaderné elektrárny, která již není v provozu.
Toto provedení má oproti parnímu polštáři určité nevýhody. Jelikož se dusík rozpouští ve vodě, vznikají tím kyseliny dusičná a dusitá, které znesnadňují udržování vodního režimu v primárním okruhu. Také větší rozměr oproti kompenzátoru s parním polštářem je v prostoru kontejnmentu nevýhodou. V neposlední řadě dochází při průtoku dusíku pojistnými ventily kritickou rychlostí k namrzání vody na sedle ventilu. Následně se tak může se stát, že po poklesu tlaku ventil správně nedosedne, a tudíž se zcela nezavře. Dnes se tento typ kompenzátorů již nepoužívá.

### Regulace tlaku u kompenzátorů s plynným polštářem

#### Zvýšení tlaku
Když se zvýší teplota chladiva, stoupá hladina chladiva a tlak v kompenzátoru. Pro udržení tlaku dochází k odvodu plynu z kompenzátoru přes přepouštěcí ventily do nádrže na odvedené plyny. Při velkém nárůstu se otevře i pojistný ventil pro rychlejší odvod plynů. Z nádrže se plyny po čase, kdy se sníží aktivita, vypouští do komína.

#### Snížení tlaku
Při nižší teplotě chladiva klesá hladina v kompenzátoru a snižuje se tlak. K vyrovnání dojde po připuštění dodatečného plynu do kompenzátoru, čímž se tlak zvýší. Plyn se přepouští ze zásobníku, pro jeho dopravu slouží například kompresory.

## Kompenzátor objemu s parním polštářem
Kompenzátor objemu s parním polštářem je již výhradním řešením v současnosti provozovaných tlakovodních reaktorů po celém světě. Vnitřní prostor je za běžného provozu ze dvou třetin zaplněn vodou primárního okruhu a zbylou třetinu zaplňuje vodní pára. Systém kompenzace, jehož je kompenzátor objemu hlavní komponentou, dále zahrnuje regulační, odlehčovací a pojistné ventily, barbotážní nádrž a propojovací potrubí včetně připojení ke studené smyčce primárního okruhu. Uvnitř kompenzátoru se nachází sprchový systém, skupiny elektrických ohříváků a hladinoměry. Při najíždění a odstavování reaktoru je kvůli lepší regulovatelnosti tlaku při nízkých teplotách primárního chladiva pára nahrazena dusíkem, který je schopný požadovaný tlak udržet. 

### Regulace tlaku u kompenzátorů s parním polštářem

#### Nepatrná změna tlaku
Při malých výkyvech tlaku chladiva je kompenzátor tyto stavy sám schopen kompenzovat. Při zvýšení tlaku chladiva se zvýší jeho objem, čímž se část chladiva z okruhu dostane do kompenzátoru a v něm vzrůstající hladina vody stlačí parní polštář. Tlak páry se tak zvýší a s tím se zároveň změní i rovnovážná teplota nasycení. Přesycená pára začne částečně kondenzovat, čímž zmenší svůj objem a dojde tak k poklesu tlaku v celém objemu nejen páry v kompenzátoru, ale i chladiva v celém okruhu. Při poklesu teploty chladiva se naopak zmenší jeho objem, čímž v kompenzátoru poklesne hladina vody. Tím dojde k zvětšení objemu parního polštáře, a tedy i ke snížení jeho tlaku. Původní teplota nasycení tak nově neodpovídá sníženému tlaku a voda se v kompenzátoru začne vařit za vzniku páry do doby, než dojde k novému rovnovážnému stavu.

#### Malá změna tlaku
Při vyšších změnách se do řízení tlaku zapojují regulační systémy kompenzátoru. Nadměrné zvýšení tlaku aktivuje sprchový systém, který se nachází v horní části kompenzátoru. Voda z chladné větve primárního okruhu je vstřikována do parního prostoru kompenzátoru. To způsobí kondenzaci části páry, čímž je dosaženo požadovaného snížení tlaku. Naopak, při snižování tlaku se zapojují elektrické ohříváky. Ty se nacházejí v dolní části nádoby kompenzátoru, tj. pod vodou. Ohříváky postupně zvyšují teplotu vody až do stavu, kdy začne voda vřít. Tím dojde k produkci páry, zvětšení parního objemu, a tedy i tlaku. Tyto tlakové změny jsou při běžném provozu reaktoru přípustné.

#### Vysoký nárůst tlaku
Pokud dochází k nárůstu tlaku, který není možné dostatečně rychle kompenzovat pomocí sprchového systému, naroste tlak postupně až na předdefinovanou úroveň, při které se otevřou přepouštěcí ventily. Těmi se odpouští pára z kompenzátoru do barbotážní nádrže s chladnou vodou, kde pára ve vodě rychle zkondenzuje. Pokud v kompenzátoru objemu roste tlak i nadále, na vyšší tlakové hladině se otevřou i pojistné ventily, čímž se množství odváděné páry do barbotážní nádrže ještě zvýší.

## Konstrukce
Kompenzátor objemu je vertikální, válcová, vysokotlaká ocelová nádoba opatřena množstvím hrdel či nátrubků na napojení příslušných potrubí a komponent. V zařízení se nachází elektrické odporové ohříváky pro zvýšení tlaku, sprchy pro snížení tlaku, na které jsou napojeny přívody chladiva z primárního okruhu, dále odvod do primárního okruhu, řídicí a pojistné ventily do barbotážní nádrže a další nátrubky. Rozměry se liší od konkrétního typu elektrárny. U českých elektráren typu VVER je kompenzátor objemu vysoký přes 10 metrů, vnitřní průměr dosahuje až tří metrů, tloušťka stěny je přes 10 centimetrů a jeho hmotnost je přes 100 tun. Nádoba je vyrobena z nízkolegované oceli, vnitřní strana je opatřena zhruba centimetrovým nerezovým návarem.
|                                                                 | VVER 440 (JE Dukovany) | VVER 1000 (JE Temelín) |
| --------------------------------------------------------------- | ---------------------- | ---------------------- |
| Vnitřní objem tělesa [m3]                                       | 44                     | 79                     |
| Objem páry za nominálního provozu [m3]                          | 18                     | 24                     |
| Objem vody za nominálního provozu [m3]                          | 26                     | 55                     |
| Provozní tlak [MPa]                                             | 12,26                  | 15,7 ± 0,3             |
| Tlak pro otevření ventilu do barbotážní nádrže [MPa]            | 14,4                   | 18,2                   |
| Tlak pro otevření pojistného ventilu do barbotážní nádrže [MPa] | 14,8                   | 18,6                   |
| Maximální trend ohřevu [°C/hod]                                 | 40                     | 20                     |
| Maximální trend chladnutí [°C/hod]                              | 30                     | 30                     |